# Dante und Vergil in der Hölle (Bouguereau)
Dante und Vergil in der Hölle, kurz auch nur Dante und Virgil genannt, ist ein Gemälde von William Adolphe Bouguereau (1825–1905). Dante und Vergil beobachten im achten Kreis der Hölle den Kampf zwischen Capocchio, einem Ketzer und Alchimisten und dem hinterlistigen Gianni Schicchi. Das Gemälde hängt im Musée d’Orsay in Paris.

## Geschichte
Bouguereau ist mit seinen idealisierten Darstellungen ein Vertreter der akademischen Malerei. Die Oberfläche seiner Werke ist meist glatt und die Darstellungen erinnern häufig an die damals aufkommende Fotografie.
Bouguereau bewarb sich 1848 und 1849 mit Gemälden um den Prix de Rome. Nachdem er 1849 erfolglos war und 1848 „nur“ den für ihn unbefriedigenden Preis 2. Klasse erhielt, wollte er mit einem Beitrag zum Pariser Salon de peinture et de sculpture beim Publikum einen nachhaltigen Eindruck hinterlassen. Er bewarb sich mit dem monumentalen und dramatischen Gemälde Dante und Vergil um einen Ausstellungsplatz, wobei das Thema des Gemäldes von dem Werk Dante Alighieri inspiriert war. Das Gemälde wurden zur Ausstellung angenommen und 1850–1851 im Palais Royal unter der Nummer 337 gezeigt.
Das Gemälde illustriert eine Episode aus dem Inferno von Dante, genauer dem ersten Teil der Göttlichen Komödie. Dante und Vergil befinden sich im achten Kreis der Hölle, dem Kreis der Fälscher und Falschmünzer (Betrüger), und beobachten den Kampf zwischen den verdammten Seelen von Capochio und Gianni Schichi. Capocchio war ein Ketzer und Alchemist, während Schicchi die Identität eines verstorbenen Mannes angenommen hatte, um dessen Erbe zu veruntreuen. Dante erwähnte in seinem Werk, dass im Verlauf  des Kampfes Capocchio vom hinterlistigen Gianni Schicchi in den Hals gebissen wurde. Genau diese Szene wählte Bouguereau für sein Werk.
Obwohl die Übersteigerung und Drastik der Szene bei einem breiten Publikum gut ankamen, widmete sich Bouguereau nie wieder einem so düsteren Thema. Er konzentrierte sich fortan auf heitere Motive. Darum wurde das Werk von der Bouguereau-Forschung lange Zeit als Sonderfall betrachtet und vernachlässigt. Das Werk ist heute ein bemerkenswertes Beispiele der Schwarzen Romantik, das besonders Liebhaber von Gothic und Dark Fantasy anzieht.

## Beschreibung
Das Gemälde stellt in virtuoser Weise die Ästhetik des Horrors dar. Die übertrieben verrenkten, nackten Körper der Kämpfenden sind in blendend weißes Schlaglicht getaucht und zeigen hervortretende Adern und Sehnen und angespannte Muskeln. Diese Details betonen die Gewalt der Szene. Gianni Schicchi rammt sein rechtes Knie in den Rücken von Capocchio. Er zieht Capocchios linken Arm nach hinten und überstreckt so dessen Hals, um vehement hineinzubeißen. Capocchio, dessen Gesicht eine Mischung aus Schmerz und Ohnmacht verrät, versucht sich zu wehren und zieht an den Haaren Schicchis.
Dante und Vergil stehen links der Kämpfenden und beobachten die Szene. Vergil (linke Figur) trägt ein antikes Gewandt um die Schultern und einen Lorbeerkranz um den Kopf. Angewidert hält er mit einer Hand sein Gewandt vor den Mund. Dante (rechte Figur) ist in seiner üblichen roten Kopfbedeckung dargestellt. Er versucht, Vergil mit einer Handbewegung zu beruhigen und zu besänftigen.
Der Hintergrund des Werks ist rot von Schwefeldämpfen. Aufeinanderstehende tote und lebende Körper von verdammten Seelen scheinen in einem feurigen, schmerzenden Abgrund zu stürzen. Ein verdrehter toter Körper liegt am Boden zu Füßen der Kämpfenden. Ein Dämon mit Fledermausflügeln grinst zynisch in Richtung Dante und Vergil.

## Moderne Interpretation
Seit Ende der 2010er Jahre wird das Gemälde als eine (homo-)erotische Darstellung von Männerakten rekontextualisiert. Das Gemälde habe demnach die spannungsreichen Männlichkeitsideale des 19. Jahrhunderts zum Thema. Der Bedeutung der hypervirilen, gewaltsamen und erotisch aufgeladenen Männlichkeit werden zwei ambivalente Motive zugeordnet. Einerseits werde die Maskulinität als transgressiv und verurteilungswürdig aufgefasst, die durch die übermäßig muskulöse Männerkörper, die animalische Angriffslust und die zügellose Sexualität dargestellt ist. Andererseits scheint der Maler die kämpfenden Männerakte durch die künstlerischen Mittel wie Komposition, Lichtverhältnisse und Farbgebung visuell aufgewertet und als Identifikationsfiguren für die Betrachtenden inszeniert zu haben.

## Rezeption
Der Kritiker und Dichter Théophile Gautier war von dem Werk begeistert: „Gianni Schicchi stürzt sich mit ungewöhnlicher Wut auf seinen Rivalen Capocchio und zwischen den beiden Kämpfern entsteht ein Ringen der Muskeln, Nerven und Sehnen die Herrn Bouguereau zur Ehre reichen. In diesem Gemälde gibt es Härte und Kraft - Kraft, eine seltene Eigenschaft“.
Demgegenüber haben die Anhänger einer modernen, impressionistischen Malerei das Gemälde hart verurteilt. Der französische Schriftsteller Émile Zola unterstützte die im Salon de peinture et de sculpture nicht zugelassenen Impressionisten. Für ihn war das Gemälde von Bouguereau „der Gipfel des Gesalbten, der glänzenden Eleganz“ (le comble du pommadé, de l’élégance lustrée). Die Intelligenzija wandte sich von dieser Art Malerei ab.
Nach der Ausstellung von 1850–51 wurde das Gemälde bis Ende des 20. Jahrhunderts nur noch einmal in einer Ausstellungen gezeigt, das war im Jahr 1984. Erst nach der Wiederentdeckung des Werkes um das Jahr 2010, war es ab 2013 in acht Ausstellungen zu sehen. Hierbei wurde es in verschiedenen Kontexten präsentiert wie zum Beispiel als typisches Salonbild, als Werk der Schwarzen Romantik oder auch als Beispiel der französischen Aktmalerei des 19. Jahrhunderts.

## Provenienz
Das Gemälde befand sich bis 2010 in der Sammlung der Erben von William Bouguereau. 2010 erhielt der französische Staat von den Erben das Werk als Schenkung für die Nationalmuseen. Seitdem befindet sich das Gemälde im Musée d’Orsay und ist im Raum 3 des Erdgeschosses ausgestellt (Inventarnummer: RF 2010 8).